# اوبری متر
اوبری متر (انگلیسی: Aubrey Mather؛ ۱۷ دسامبر ۱۸۸۵ – ۱۶ ژانویهٔ ۱۹۵۸) یک هنرپیشه اهل بریتانیا بود.
از فیلم‌ها یا برنامه‌های تلویزیونی که وی در آن نقش داشته است، می‌توان به کارهای ناشایست جولیا، ولوت ملی، برداشت محصول تصادفی، توپ آتش، مسافرخانه جامائیکا، شرلوک هولمز و خانه وحشت، دوره‌گردها، باغ اسرارآمیز، جین ایر، اهمیت جدی بودن، هر طور شما دوست دارید اشاره کرد.